# رودلف شريدر
رودلف شريدر (بالإنجليزية: Rudolf Schrader)‏ هو لاعب جمباز أمريكي، ولد في 17 مارس 1875 في ماغديبورغ في ألمانيا، وتوفي في 18 يناير 1981 في بروين في الولايات المتحدة.

## وصلات خارجية
- رودلف شريدر على موقع أوليمبيديا (الإنجليزية)